# Reginald Robert Laird
Pour les articles homonymes, voir Laird (homonymie).
Reginald Robert Laird (6 août 1913-29 novembre 1970) est un homme politique canadien de la Colombie-Britannique. Il est député provincial du gouvernement de coalition pour la circonscription britanno-colombienne de Similkameen de 1945 à 1949.
Laird meurt à Vancouver en novembre 1970 à l'âge de 57 ans.